# 弗拉特黑德隧道

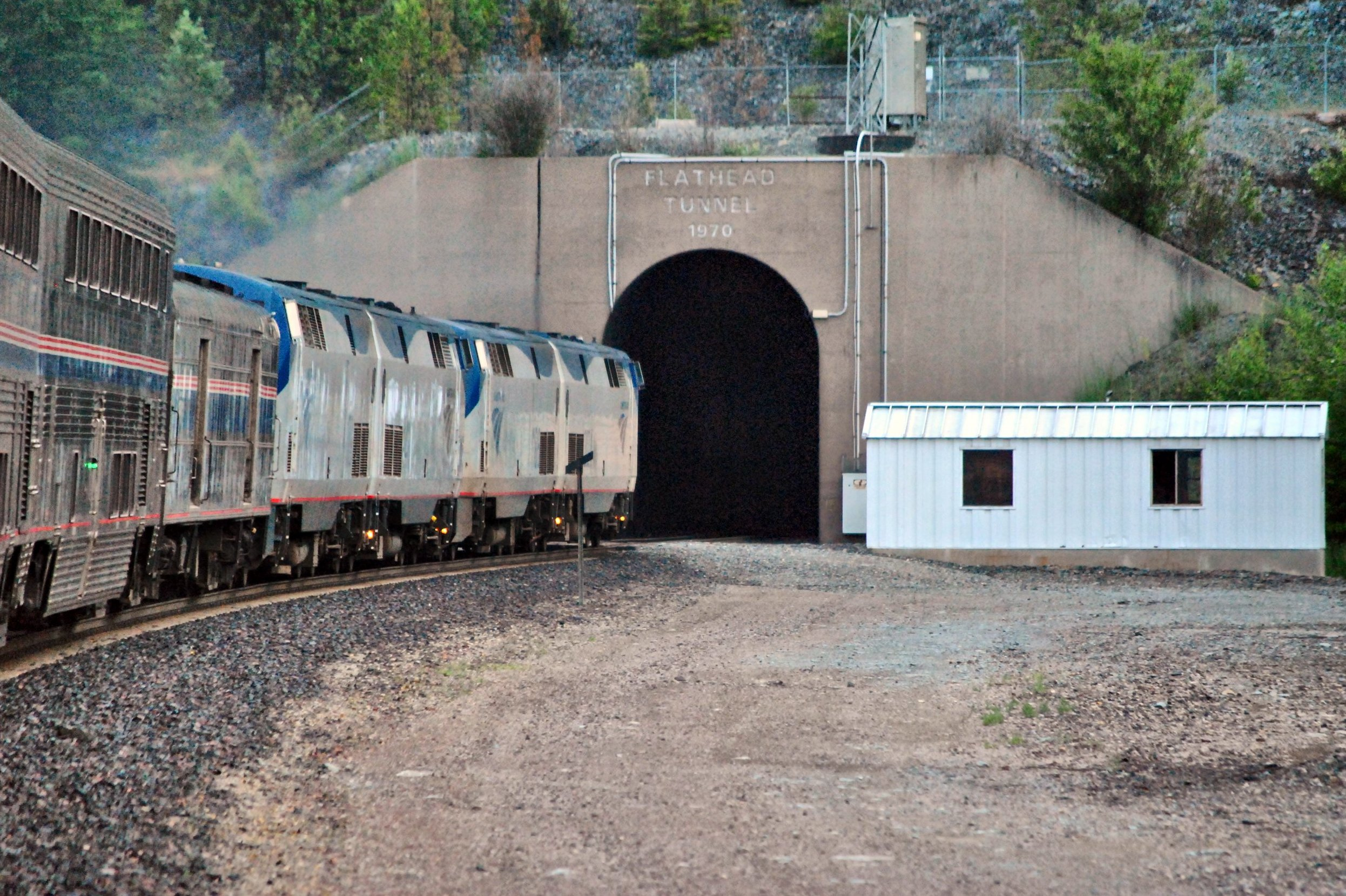
弗拉特黑德隧道

弗拉特黑德隧道（Flathead Tunnel）是位于蒙大拿州西北部特雷戈附近的洛磯山脈中的一条11公里長的铁路隧道，它距离怀特菲什以西约45公里。它位于BNSF鐵路库特奈河支线上，該隧道是美国仅次于喀斯喀特铁路隧道的第二长的铁路隧道。
1966年5月12日，隧道開工。1968年6月21日，林登·约翰逊通过电话触发最后一次爆破，钻探工作正式完成。1970年11月1日，隧道通車。